# STAR BOX EXTRA THE BOOM
「STAR BOX EXTRA THE BOOM」（スターボックス エクストラ ザ ブーム）は、レコードレーベル主導によるTHE BOOMのベスト・アルバム。

## 概要
「STAR BOX EXTRA」シリーズの一つとしてリリースされた。三方背BOX仕様。現在は音楽配信で入手可能。

## 収録曲
1. 星のラブレター
2. 都市バス
3. 気球に乗って
4. 釣りに行こう
5. 中央線
6. からたち野道
7. 島唄 (オリジナル・ヴァージョン)
8. そばにいたい
9. 月さえも眠る夜
10. 真夏の奇蹟
11. 帰ろうかな
12. berangkat-ブランカ-
13. 風になりたい
14. 手紙
15. 時がたてば